# 酔いどれて
『酔いどれて』（よいどれて）は、1989年4月12日に発売された桂銀淑の5枚目のシングルである。発売元は東芝EMI。

## 解説
オリコン・シングルチャートには100位内に31週ランクインし、第31回日本レコード大賞金賞をはじめ、数々の賞を受賞。この曲で『第40回NHK紅白歌合戦』に出場した。

## 収録曲
1. 酔いどれて
  - 作詞: 吉岡治、作曲: 浜圭介、編曲: 高田弘
2. どうする貴方
  - 作詞: やしろよう、作曲: 浜圭介、編曲: 高田弘